# Smólsk (stacja kolejowa)
Smólsk – nieczynna wąskotorowa stacja kolejowa w Smólsku, w gminie Włocławek, w powiecie włocławskim, w województwie kujawsko-pomorskim, w Polsce. Został wybudowany w 1908 roku razem z linią kolejową z Brześcia Kujawskiego do Włocławka Wąskotorowego, liczącą 17 kilometrów, powstałą jako linia kolei cukrowni Brześć Kujawski.